# Gabrielle Pauline Bouthillier de Chavigny
Gabrielle Pauline Bouthillier de Chavigny, née le 24 novembre 1735 à Paris paroisse St-Paul, et morte à Paris le 19 mars 1822, est une aristocrate française connue sous le nom de Mlle de Beaujeu, puis marquise de Valbelle enfin de comtesse d'Adhémar.

## Biographie
Gabrielle Pauline Bouthillier de Chavigny est l'arrière-petite-fille de Léon Bouthillier de Chavigny (1608-1652), ministre de Louis XIII.  
Elle est la fille de Louis Léon Bouthillier et de sa petite-cousine, Pauline Hortense Bouthillier, la petite nièce de la duchesse de Luynes. Le 7 février 1752, elle épouse en premières noces Joseph Ignace Cosme Alphonse Roch marquis de Valbelle « officier supérieur dans les gendarmes de la garde », fils ainé d'André Geoffroy de Valbelle-Meyrargues, maître de camp de cavalerie, et de Marguerite Delphine de Valbelle-Tourves. Le mariage est célébré à Paris dans l'église Saint-Eustache par Joseph Alphonse de Valbelle-Tourves (1686-1754), évêque de Saint-Omer, grand-oncle de l'époux. La veille, leur contrat de mariage avait été signé la veille par le roi. Elle devient la belle-sœur de Joseph-Alphonse-Omer comte de Valbelle. 
Devenue veuve en 1766, elle se remarie en mars 1772 avec Jean-Balthazar d'Adhémar, comte d'Adhémar et de Montfalcon. Après la Révolution, elle partage sa vie entre Paris et sa résidence de campagne au château d'Évecquemont, près de Meulan (Yvelines).
Elle est nommée dame du palais surnuméraire de la reine Marie Leszczyńska, épouse de Louis XV, en 1764. Fin 1766, elle devient dame du palais à part entière après la démission de la marquise de Flavacourt et reste en fonctions jusqu'à la mort de la reine en 1768. En 1770, elle est ensuite titulaire d'un brevet de « dame pour accompagner » la dauphine Marie-Antoinette. À l'avènement de Louis XVI, elle redevint dame du palais et le resta jusqu'à la Révolution. Elle disposait à ce titre d'un appartement au château de Versailles.
La comtesse d'Adhémar a comme confesseur et directeur de conscience, et comme correspondant, Jean Nicolas Grou, de la compagnie de Jésus. 

### Faux mémoires
Le faussaire Étienne-Léon de Lamothe-Langon, spécialisé dans les forgeries de mémoires, publie en 1836 des Souvenirs sur Marie-Antoinette, archiduchesse d'Autriche, reine de France, et sur la cour de Versailles, par Madame la Csse d'Adhémar, dame du palais , parfois encore utilisés dans des études sur la période : ces mémoires ont été réédités chez Plon en 2006, sous le titre Ma reine infortunée - Souvenirs de la comtesse d'Adhémar, dame du palais de Marie-Antoinette.

## Sources
- AN/MC/ET/XI/662, Me Guéret notaire, 23 mars 1772, contrat de mariage entre le comte d’Adhémar et la marquise de Valbelle
- Pierre-Victor baron de Besenval, Mémoires, Paris, F. Buisson, 1805, tome 2, p. 338-339. Ouvrage numérisé.
- Mémoires du duc de Luynes sur la cour de Louis XV, 1735-1758, publiés par Dussieux et Soulié, Paris, 1863, tome XI, p. 390.
- Archives départementales des Yvelines. 3 E Meulan (Pousset) 398, 27 novembre 1789, bail à loyer du château d’Evecquemont par le comte d’Adhémar à son épouse.